# Мид, Мэтт
Мэттью Хансен «Мэтт» Мид (англ. Matthew Hansen "Matt" Mead; 11 марта 1962, Джексон, Вайоминг) — американский политик, представляющий Республиканскую партию. 32-й губернатор штата Вайоминг.

## Биография

### Ранние годы
Мэтт Мид родился в Джексоне (Вайоминг) в семье Питера Брэдфорда Мида и Мэри Элизабет (урожденной Хансен, 1935—1996). Его дед, Клиффорд Хансен, был губернатором Вайоминга и сенатором США. Мать Мэтта, опытная наездница, погибла, упав с лошади в национальном парке Гранд-Титон. Мид вырос в Вайоминге. У него есть старший брат Брэдфорд Скотт «Брэд» Мид, работающий адвокатом, и старшая сестра Маффи Мид-Ферро, живущая в Солт-Лейк-Сити, автор книги Confessions of a Slacker Mom.

### Прокурор и выборы в Сенат
В 2001—2007 годах, во время президентства Джорджа Буша, Мэтт Мид был федеральным прокурором в Шайенне. В 2007 году Мид подал в отставку, чтобы побороться за кресло сенатора, ставшее вакантным после смерти республиканца Крейга Томаса. Его отставка была обусловлена Законом Хатча 1939 года. Однако сенатором был выбран Джон Баррассо, член сената штата Вайоминг от Каспера.

### Губернатор
На выборах, состоявшихся 2 ноября 2010 года, Мид уверенно победил Лесли Петерсен, бывшего председателя Демократической партии Вайоминга.
Мэтт Мид победил на праймериз с результатом 30 272 голоса, обойдя Риту Мейер, которая набрала 29 558 голосов. Третье место занял ранчер Рон Мичели из Форт-Бриджер (27 592 голоса), а четвёртое — спикер палаты представителей легислатуры штата Колин Симпсон (16 673 голоса).

### Личная жизнь
Мэтт Мид женат на Кэрол Мид (урожденная Минцер; род. 1965), у них двое детей.